# Yuji Oe
Yuji Oe (大江 勇詞 Oe Yuji?, nacido el 20 de abril de 1986 en Kioto) es un exfutbolista japonés. Jugaba de delantero y su último club fue el MIO Biwako Shiga de Japón.

## Trayectoria

### Clubes
| Club               | País  | Año         |
| ------------------ | ----- | ----------- |
| Vissel Kobe        | Japón | 2005 - 2007 |
| MIO Biwako Kusatsu | Japón | 2007 - 2008 |
| FC Machida Zelvia  | Japón | 2009        |
| MIO Biwako Shiga   | Japón | 2012        |